# 臼杵市消防本部
臼杵市消防本部（うすきししょうぼうほんぶ）は、大分県臼杵市にある消防本部。管轄区域は臼杵市全域。

## 概要
- 消防本部：臼杵市大字前田1851番4
- 管内面積：291.07km2[1]
- 職員定数：65
- 消防署1カ所、分署1カ所
- 2024年7月16日 以降、通信指令業務は大分市消防局内の「おおいた消防指令センター」に移管している[2]。

## 主力機械
2018年1月1日現在
- 消防ポンプ車：4
- 救助工作車：1
- 化学消防ポンプ車：1
- 高規格救急車：5
- 指揮車：1
- 水害パトロール車:1
- 小型運搬車:2
- 消防二輪車:1
- 広報車：3
- 連絡車：1

## 組織
- 本部 - 総務課、予防課、警防課
- 消防署 - 第1小隊、第2小隊
  - 分署 - 第1小隊、第2小隊

## 消防署
| 消防署     | 住所           | 分署                            |
| ---------- | -------------- | ------------------------------- |
| 臼杵消防署 | 大字前田1851-4 | 野津：野津町大字宮原4267番地の1 |